# Juan Morano Cornejo
Juan Enrique Morano Cornejo (Punta Arenas, 10 de septiembre de 1952) es un técnico y político chileno, militante de PDC. Se desempeñó como diputado por el distrito correspondiente Magallanes y la Antártica Chilena entre 2014 y 2018. Anteriormente fue alcalde de Punta Arenas (2000-2008).

## Biografía
Nació en Punta Arenas, el 10 de septiembre de 1952, es hijo de Juan León Morano Dey y Alicia Cornejo Elgueta. Casado con Patricia Büchner Herrero, con quien tiene cuatro hijos.
Realizó sus estudios básicos y secundarios en el Liceo Salesiano San José e Instituto Don Bosco de Punta Arenas. Estudió Licenciatura en matemáticas en la Universidad Austral de Valdivia, posteriormente ingresó a la sede Punta Arenas de la Universidad Técnica del Estado (UTE), donde se tituló como técnico en procesos industriales.
Ejerció además como profesor de matemáticas en varios liceos e institutos de Punta Arenas, en la sede de la UTE ubicada en la ciudad antes mencionada y también en el sistema de educación a distancia del Ministerio de Educación.
En el ámbito laboral, ha ejercido como liquidador y productor de seguros generales entre 1976 y 1980. Ese mismo año, ingresó como gerente y socio a la empresa Aster Limitada y su vez fue corredor de seguros generales.
En 1986 se convirtió en socio y gerente comercial de Bozzo y Compañía Limitada, de la cual se convirtió en su dueño, manteniéndose como gerente comercial hasta el año 2000.
También ha sido, director de la Cámara de Comercio de Industrias y Turismo de Magallanes.

## Vida política
En 1968 ingresó al PDC, fue presidente tanto del centro de estudiantes de la Universidad Austral como del centro de estudiantes de la Universidad Técnica del Estado, sede Punta Arenas.
En su calidad de militante, entre los años 1979 y 1990 fue secretario general en Magallanes, jefe del departamento de capacitación, encargado de formación de los apoderados para el plebiscito de 1988 y elección presidencial de 1989 y apoderado general ante la junta electoral y el colegio escrutador de Magallanes. Fue presidente de la DC de Magallanes entre 1996 y el 2000; así como también entre los años 1997 y 2000, tuvo el cargo de consejero nacional.
Fue designado por el presidente Patricio Aylwin como Secretario Regional Ministerial de Gobierno de la Región de Magallanes y Antártica Chile, así como también entre 1991 y 1994, fue coordinador en el comité de fronteras de integración austral, en representación de Chile y en 1993 dirigió el programa de gobierno regional y descentralización.
En las elecciones municipales de 1996, fue elegido como concejal por Punta Arenas, posteriormente en el 2000 fue elegido como alcalde de Punta Arenas, cargo que ejerció por dos periodos consecutivos. En este rol, presidió el capítulo regional de Magallanes en la Asociación Chilena de Municipalidades, vicepresidente para América del Club de las Bahías Más Lindas del Mundo y miembro del comité de alto nivel de la Asociación Mundial de Ciudades Digitales.
Retornó a la arena política el año 2013, primero ganando la primaria de su partido y posteriormente ganando la nominación como candidato en las primarias de la Nueva Mayoría para las elecciones parlamentarias realizadas para ese año.
Fue elegido como diputado por el distrito N.°60, representando a la Región de Magallanes y la Antártica Chilena para el LIV Período Legislativo, donde integró las comisiones permanentes de Zonas Extremas y Antártica Chilena; Pesca, Acuicultura e Intereses Marítimos; y Familia y Adulto Mayor.
Fue designado candidato por la Democracia Cristiana para las elecciones regionales de 2024, en donde fue electo como consejero regional con un 4,21% de las preferencias para el período 2025-2029.

## Historial electoral

### Elecciones municipales de 1996
- Elecciones municipales de 1996, para la alcaldía de Punta Arenas[1]

### Elecciones municipales de 2000
- Elecciones municipales de 2000, para la alcaldía de Punta Arenas[2]

(Se consideran sólo candidatos con sobre el 1% de votos y candidatos electos como concejales, de un total de 14 candidatos)

### Elecciones municipales de 2004
- Elecciones municipales de 2004, para la alcaldía de Punta Arenas[3]

### Elecciones parlamentarias de 2013
- Elecciones parlamentarias de 2013 a Diputados por el distrito 60 (Río Verde, Antártica, Laguna Blanca, Natales, Cabo de Hornos, Porvenir, Primavera, Punta Arenas, San Gregorio, Timaukel y Torres del Paine)[4]

### Elecciones parlamentarias de 2017
- Elecciones parlamentarias de 2017 a Diputado por el distrito 28 (Cabo de Hornos y Antártica, Laguna Blanca, Natales, Porvenir, Primavera, Punta Arenas, Río Verde, San Gregorio, Timaukel y Torres del Paine)[5]